# Pakosław z Mstyczowa

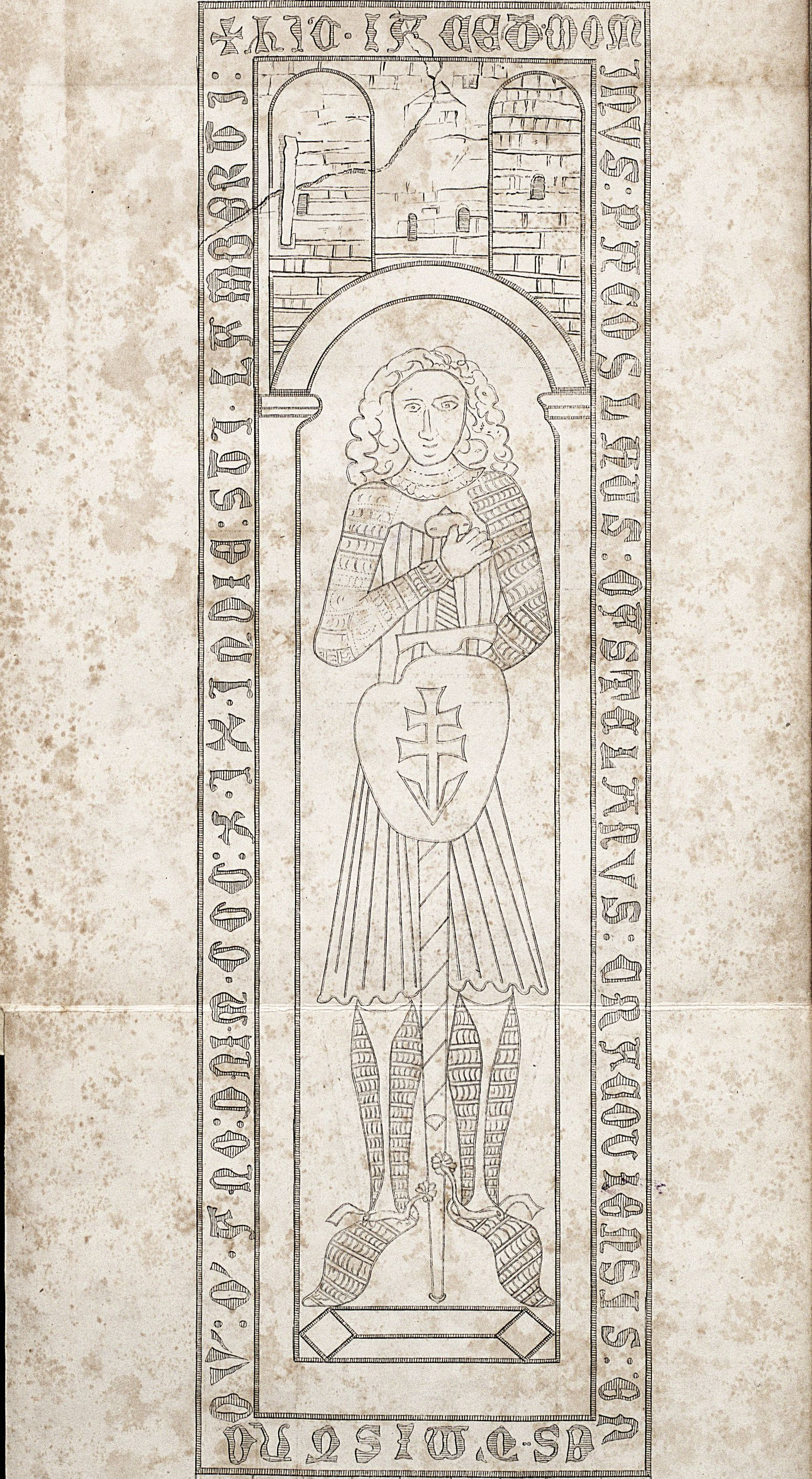
Nagrobek Pakosława z Mstyczowa w kościele cystersów w Jędrzejowie.

Pakosław z Mstyczowa (zm. 1319) – kasztelan krakowski.
Pochodził z rodu rodu Lisów. Syn Warcisława starszego, kasztelana krakowskiego, i jego żony, pochodzącej z rodu Awadańców. Podkomorzy krakowski najpóźniej od 1296. Stronnik Władysława Łokietka w walce o koronę polską. Więziony przez Jana Muskatę w zamku sławkowskim. Pochowany w klasztorze cystersów w Jędrzejowie.
Miał co najmniej czterech synów, w tym Ottona, kanclerza koronnego (1335–1336).